# Rongkop
Rongkop ist ein Distrikt (Kecamatan) im Regierungsbezirk (Kabupaten) Gunungkidul der Sonderregion Yogyakarta im Süden der Insel Java. Der Kecamatan liegt im Südosten des Kabupaten und zählte Ende 2021 30.054 Einwohner auf 83,63 km² Fläche.

## Geographie
Rongkop grenzt an folgende Kecamatan:
| Richtung0000 | Name Kec.    | Kabupaten   | Provinz     |
| Osten        | Pracimantoro | Wonogiri    | Zentraljava |
| Süden        | Girisubo     | Gunungkidul | DIY*        |
| Südwesten    | Tepus        | Gunungkidul | DIY*        |
| Westen       | Semanu       | Gunungkidul | DIY*        |
| Norden       | Ponjong      | Gunungkidul | DIY*        |

* D.I.Yogyakarta

## Verwaltungsgliederung
Der Kecamatan (auch Kapanewon genannt) gliedert sich in acht ländliche Dörfer (Desa, auch Kalurahan genannt):
| PUM-Code 1    | Desa         | Fläche (km²) | Bevölkerung zur Volkszählung 2 | Bevölkerung zur Volkszählung 2 | Bevölkerung zur Volkszählung 2 | Bevölkerung zur Volkszählung 2 | Bevölkerung zur Volkszählung 2 | Bevölkerung zur Volkszählung 2 | Padu- kuhan 4 | RW/ RT 5 |
| PUM-Code 1    | Desa         | Fläche (km²) | 002000                         | 002010                         | Männer                         | Frauen                         | 002020                         | Dichte 3                       | Padu- kuhan 4 | RW/ RT 5 |
| ------------- | ------------ | ------------ | ------------------------------ | ------------------------------ | ------------------------------ | ------------------------------ | ------------------------------ | ------------------------------ | ------------- | -------- |
| 34.03.11.2001 | Bohol        | 5,18         | 1.306                          | 1.163                          | 599                            | 644                            | 1.243                          | 240,0                          | 8             | 8/22     |
| 34.03.11.2002 | Pringombo    | 10,22        | 3.656                          | 3.472                          | 1.913                          | 1.925                          | 3.838                          | 375,5                          | 10            | 10/40    |
| 34.03.11.2003 | Botodayaan   | 12,85        | 4.664                          | 4.247                          | 2.337                          | 2.414                          | 4.751                          | 369,7                          | 21            | 21/60    |
| 34.03.11.2004 | Petir        | 10,60        | 3.619                          | 3.080                          | 1.715                          | 1.686                          | 3.401                          | 320,8                          | 13            | 13/35    |
| 34.03.11.2005 | Pucanganom   | 13,49        | 3.685                          | 3.439                          | 1.874                          | 1.854                          | 3.728                          | 276,4                          | 12            | 12/48    |
| 34.03.11.2006 | Semugih      | 11,46        | 4.529                          | 4.702                          | 2.310                          | 2.353                          | 4.663                          | 406,9                          | 13            | 13/53    |
| 34.03.11.2007 | Melikan      | 9,04         | 3.437                          | 3.365                          | 1.628                          | 1.682                          | 3.310                          | 366,2                          | 13            | 13/25    |
| 34.03.11.2008 | Karangwuni   | 10,62        | 3.393                          | 3.433                          | 1.819                          | 1.857                          | 3.676                          | 346,1                          | 10            | 10/38    |
| 34.03.11      | Kec. Rongkop | 83,46        | 28.289                         | 26.901                         | 14.195                         | 14.415                         | 28.610                         | 342,8                          | 100           | 100/321  |

## Demographie
Grobeinteilung der Bevölkerung nach Altersgruppen (zum Zensus 2020)
| Altersgruppen | 00Männer | 00Frauen | zusammen |
| ------------- | -------- | -------- | -------- |
| 0 – 14        | 2.376    | 2.155    | 4.531    |
| 15 – 64       | 9.504    | 9.575    | 19.079   |
| 65+           | 2.315    | 2.685    | 5.000    |
| gesamt        | 14.195   | 14.415   | 28.610   |
| anteilig (%)  |          |          |          |
| 0 – 14        | 16,74    | 14,95    | 15,84    |
| 15 – 64       | 66,95    | 66,42    | 66,69    |
| 65+           | 16,31    | 18,63    | 17,48    |

### Bevölkerungsentwicklung
In den Ergebnissen der sieben Volkszählungen seit 1961 ist folgende Entwicklung ersichtlich:
| Einheit/Jahr     | 1961         | 1971         | 1980         | 1990         | 2000         | 2010         | 2020         |
| ---------------- | ------------ | ------------ | ------------ | ------------ | ------------ | ------------ | ------------ |
| Kec. Rongkop     | 27.109       | 27.062       | 27.651       | 26.766       | 28.289       | 26.901       | 28.610       |
| Anteil in %      | 4,74         | 4,37         | 4,19         | 4,11         | 4,22         | 3,98         | 3,83         |
| Kab. Gunungkidul | 571.823      | 619.117      | 659.486      | 651.004      | 670.433      | 675.382      | 747.161      |
| Sonderregion DIY | 00 2.231.062 | 00 2.487.177 | 00 2.750.025 | 00 2.912.611 | 00 3.120.478 | 00 3.457.491 | 00 3.66.8719 |